# 巴斯弟盎·科托·科阿拉
巴斯弟盎·科托·科阿拉（英語：Sebastian Koto Khoarai；1929年9月11日—2021年4月19日）是萊索托籍天主教司鐸級樞機、無玷聖母獻主會會士及莫哈萊斯胡克教區榮休主教。

## 生平
巴斯弟盎·科托·科阿拉出生于1929年9月11日，在巴蘇陀蘭北部的萊里貝。於1956年12月21日，在無玷聖母獻主會晉鐸。
於1977年11月10日，獲時任教宗若望·保祿二世任命為首任莫哈萊斯胡克教區主教。並1978年4月2日晉牧，正式就任莫哈萊斯胡克教區正權主教。1982年至1987年間，他曾擔任萊索托主教團主席。
2006年5月，他已達到主教限制年齡。但直至2014年2月11日才榮休，由若望·約爾·多哈穆接替成為莫哈萊斯胡克教區正權主教。
2016年10月9日，時任教宗方濟各在三鐘經中宣布，將於同年11月19日擢升波拉斯為司鐸級樞機。